# マナワツ (NPC)
マナワツ（Manawatu、マナワツ）は、ニュージーランドのパーマストンノースを拠点とするラグビーユニオンおよびその代表チームであり、ナショナル・プロヴィンシャル・チャンピオンシップ（NPC、ニュージーランド州代表選手権）に出場している。

## 愛称
州代表男子チームの愛称は「マナワツ・ターボス（Manawatū Turbos）」で、女子チームの愛称は「マナワツ・サイクロンズ（Manawatū Cyclones）」である。
男子の「ターボス」は、ナショナル・プロヴィンシャル・チャンピオンシップ（NPC）の2部で低迷していた後、2006年にNPC再編成がなされた際に名づけられた。
女子「サイクロンズ」は、1980年に発足したチームで、 2014年に名づけられた。

## 概要
1886年に設立され、最初の対戦はワンガヌイ（現在、ハートランド選手権に所属）と行った。
ホームグラウンドは、マナワツ・ワンガヌイ地方のパーマストンノースにあるセントラル・エナジー・トラスト・アリーナ（Central Energy Trust Arena）。
ウェリントン、ホークス・ベイ、ワイララパ・ブッシュ、ワンガヌイ、ポヴァティーベイ、ホロフェヌア・カピティと共に、スーパーラグビーのハリケーンズのフランチャイズとなっている。チームカラーは、緑と白。
1970年代半ばから1980年代前半にかけて黄金時代を迎え、1976年にランファーリー・シールドで14勝し、1980年にナショナル・プロヴィンシャル・チャンピオンシップ（州代表選手権、NPC）で優勝した。 

## 主な戦績
- ナショナル・プロヴィンシャル・チャンピオンシップ（NPC）：1980年優勝[5]